# 1300-talet f.Kr.

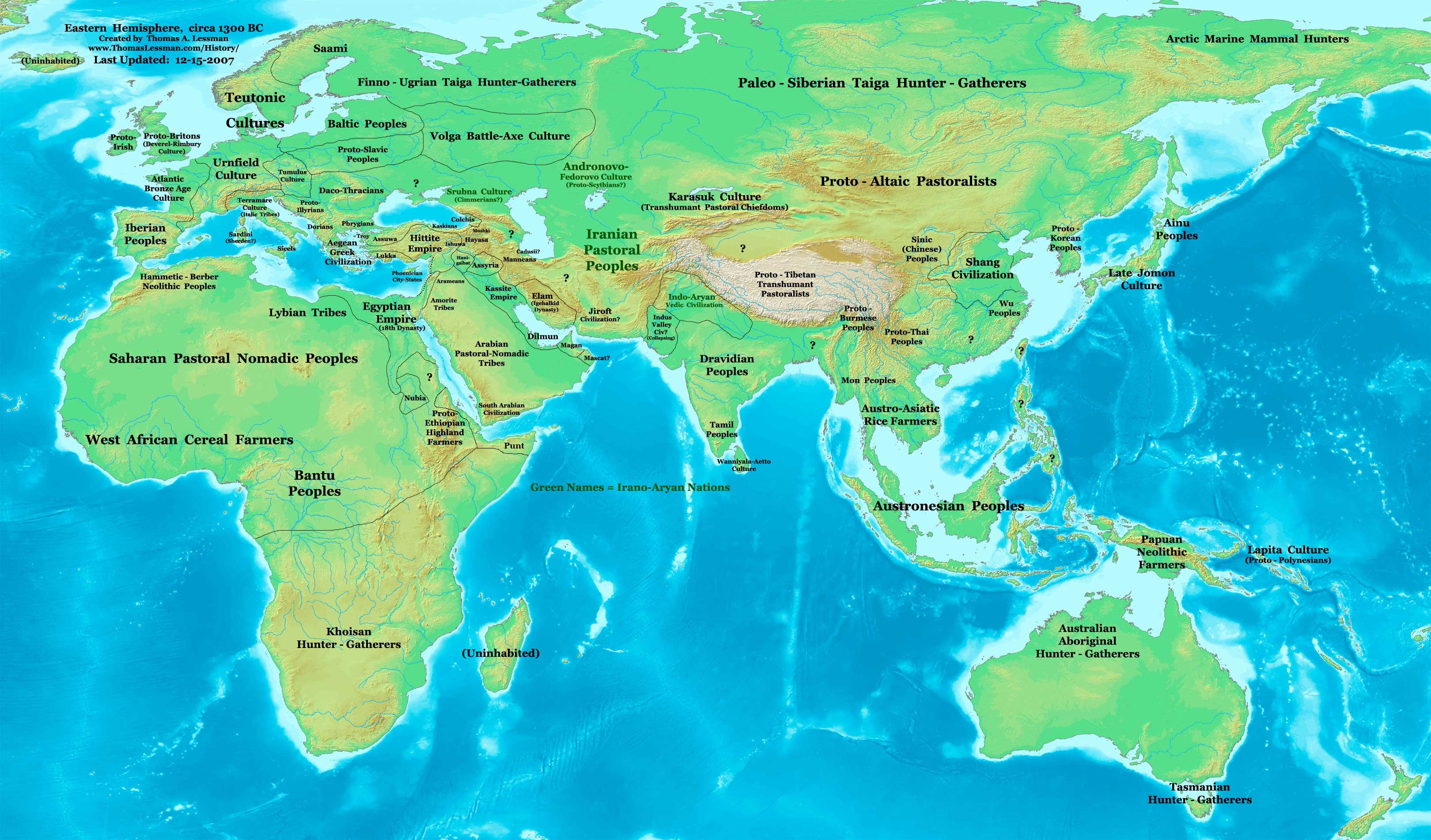
Gamla världen 1300 f.Kr.

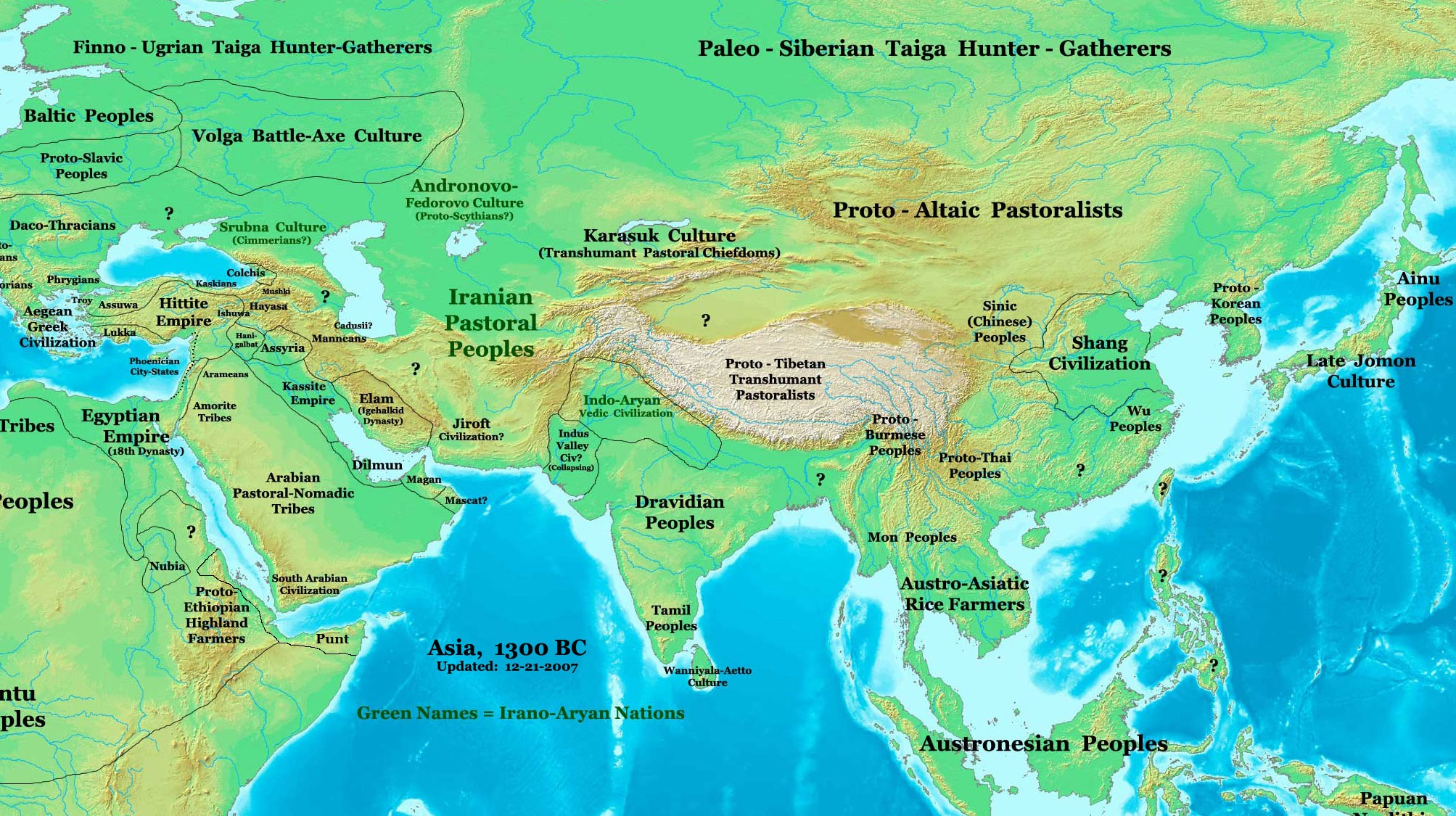
Asien 1300 f.Kr.

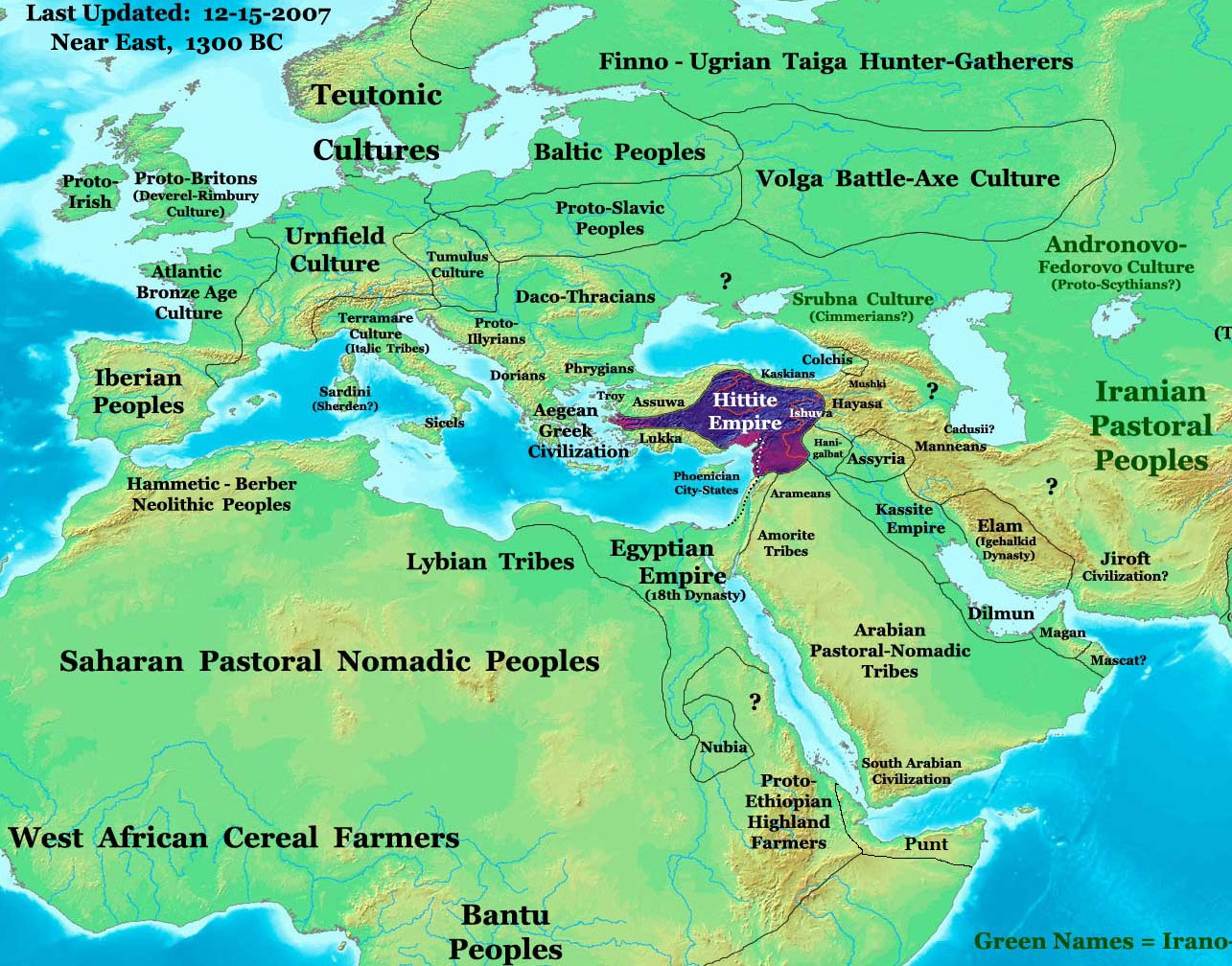
Hettiterriket 1300 f.Kr.

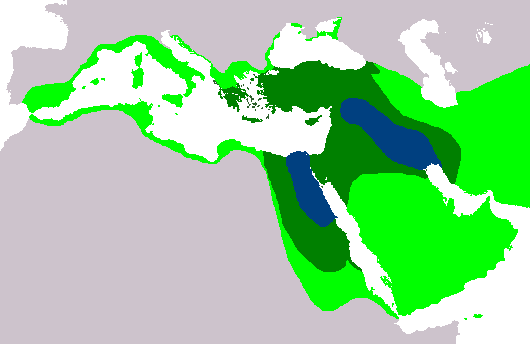
Skrivtecknens spridning 1300 f.Kr. (blått och mörkgrönt)

Denna artikel handlar om seklet 1300-talet f.Kr., åren 1399-1300 f.Kr. För decenniet 1300-talet f.Kr., åren 1309-1300 f.Kr., se 1300-talet f.Kr. (decennium).

## Händelser
- 1347 f.Kr. – Tutankhamun tillträder posten som farao i Egypten (omkring detta år).
- 1321 f.Kr. – 19 juli – Menophres-eran börjar.
- 1300 f.Kr. – Ugaritiska alfabetet, ett kilskriftsalfabet, uppfinns (omkring detta år).

## Födda
- 1358 f.Kr. – Tutankhamun, egyptisk farao (troligen detta år).
- 1314 f.Kr. – Ramses II, egyptisk farao (troligen detta år).

## Avlidna
- 1339 f.Kr. – Tutankhamun, egyptisk farao (troligen detta år).